# Nasa grandiflora
Puka shinwa o puca shinua (Nasa grandiflora) es una planta silvestre andina de la familia Loasaceae, presente en Colombia, Ecuador y Perú.

## Características
Es una hierba erguida de hasta 1 m de alto; de flores colgantes anaranjadas con cinco pétalos y muchos estambres blancos; con hojas aserradas y cubiertas, como toda la planta, de pelos (espinitas) urticantes; crece en pastizales y matorrales a 3900 a 4700 m s.n.m. en la Cordillera Blanca.

## Taxonomía
Nasa grandiflora fue descrita por el botánico alemán Maximilian Weigend y publicado en la Revista Peruana de Biología 13(1): 75 en 2016.
Etimología
Nasa: nombre genérico otorgado por Weigend de la combinación de palabras: N-orte, a-ndino y loa-sa.
Sinonimia
- Loasa acuminata Wedd.
- Loasa aurantiaca Urb. & Gilg
- Loasa grandiflora Desr.

## Nombres comunes
- Ortiga macho, shinua, puka shinua, mula shinua,[2] upisanga[5]